# Bears de Newark
Pour les articles homonymes, voir Bears de Newark (homonymie).

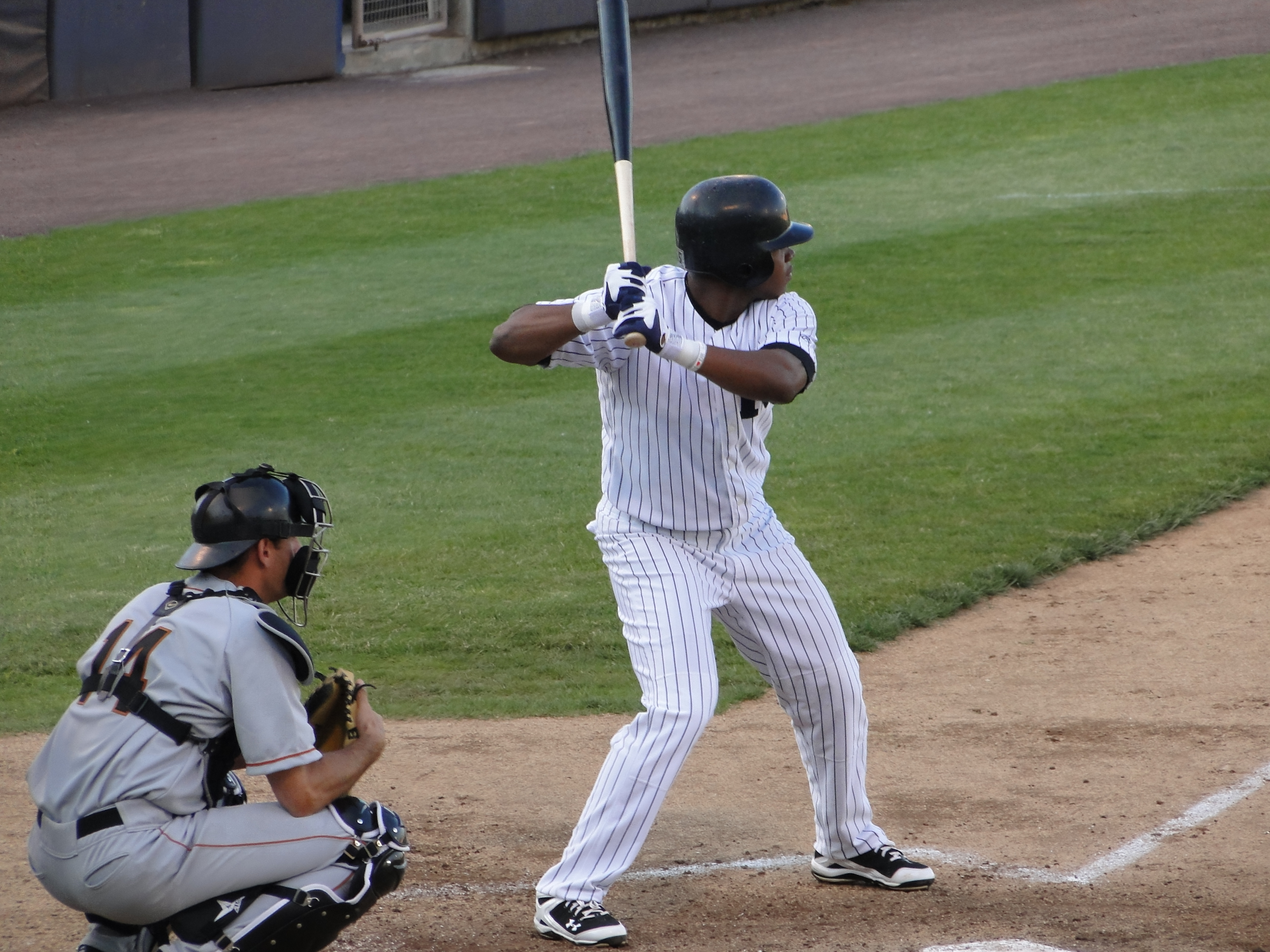
Alex Trezza

Les Bears de Newark sont une ancienne équipe professionnelle de baseball basée à Newark, ville américaine de l'État du New Jersey. Les Bears ont évolué de 2010 à 2014 dans la ligue Can-Am, après avoir évolué de 1998 à 2010 dans la Atlantic League.
Les Bears jouaient leur match à domicile au Bears & Eagles Riverfront Stadium.